# Boschykiw
Boschykiw (ukrainisch Божиків; russisch Божиков Boschikow, polnisch Bożyków) ist ein Dorf im Westen der ukrainischen Oblast Ternopil mit etwa 480 Einwohnern.

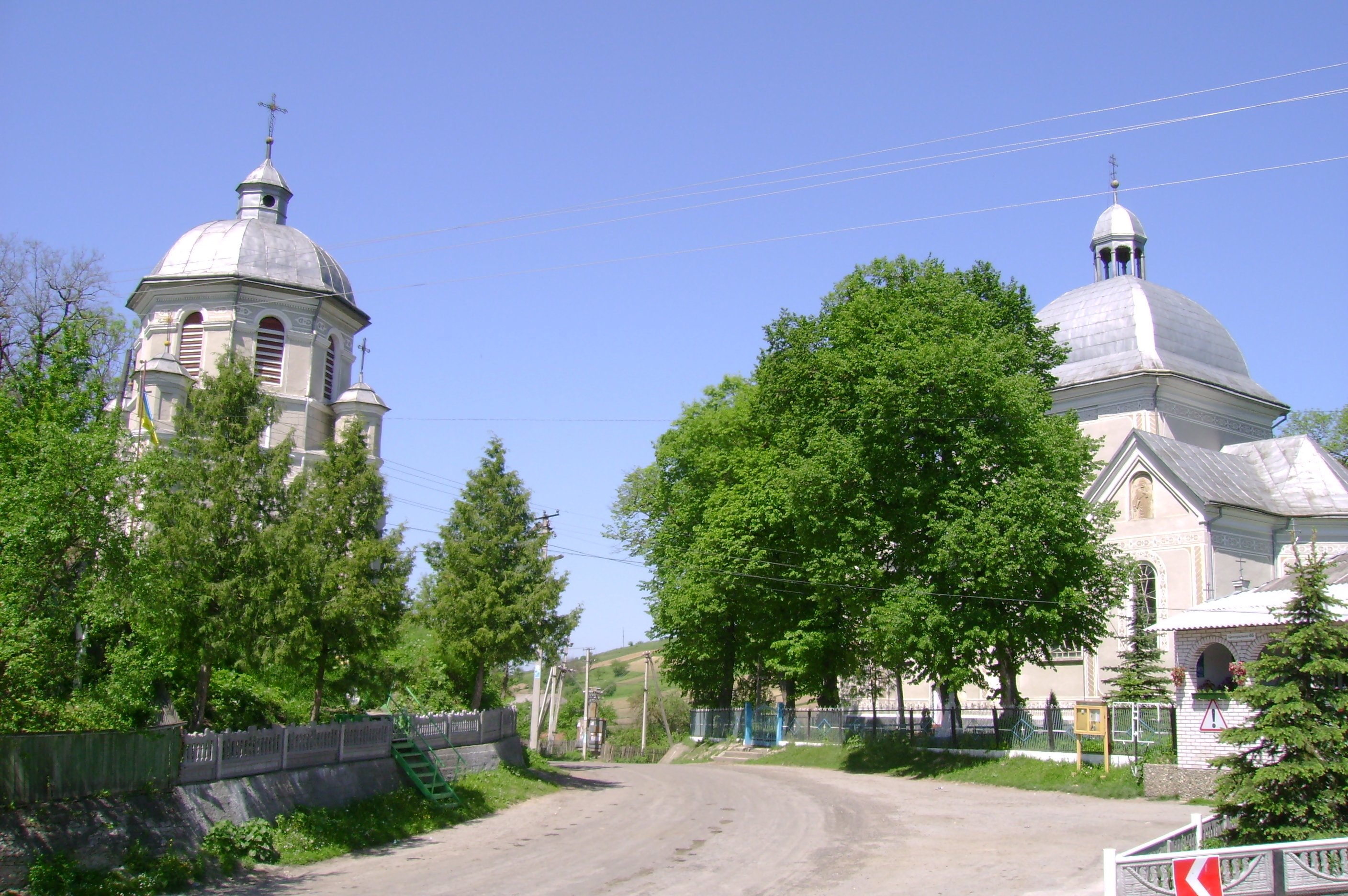
Zentrum der Ortschaft

Das erstmals 1455 schriftlich erwähnte Dorf hieß von 1964 bis 1991 Prywitne (Привітне).
Die Ortschaft liegt am rechten Ufer der Solota Lypa, einem linken Nebenfluss des Dnister, 18 km südlich vom ehemaligen Rajonzentrum Bereschany und 64 km südwestlich vom Oblastzentrum Ternopil.
Am 12. Juni 2020 wurde das Dorf ein Teil der Landgemeinde Sarantschuky im Rajon Bereschany; bis dahin bildete es zusammen mit den Dörfern Kwitkowe (Квіткове) und Woloschtschyna (Волощина) die Landratsgemeinde Boschykiw (Божиківська сільська рада/Boschykiwska silska rada) im Süden des Rajons Bereschany.
Am 17. Juli 2020 wurde der Ort Teil des Rajons Ternopil.